# Paul May
Paul May, eigentlich Paul Ostermayr (* 8. Mai 1909 in München; † 25. Februar 1976 in Taufkirchen), war ein deutscher Filmregisseur, Filmeditor, Drehbuchautor und Produzent von Spielfilmen.

## Biografie
Der Sohn des Filmproduzenten Peter Ostermayr und dessen Frau Olga, geborene Wernhard, wandte sich nach dem Abitur am Gymnasium in Feldkirch ebenfalls der Welt des Films zu. Er besuchte die Staatslehranstalt für Lichtbildwesen und arbeitete in einem Kopierwerk.
Ab 1930 war er als Schnittmeister tätig; ab 1933 oft bei denselben Projekten auch als Regieassistent. Bis 1939 war er bei über 30 Produktionen für die Filmmontage verantwortlich, unter anderem bei Die verkaufte Braut (1932) von Max Ophüls.
1937 konnte er zusammen mit Hans Deppe Ko-Regie führen bei Das Schweigen im Walde. Bei der Ganghofer-Adaption Der Edelweißkönig führte er 1938, noch unter dem Namen Paul Ostermayr, erstmals alleine Regie. Um Verwechslungen mit den anderen, in der Filmwirtschaft tätigen „Ostermayrs“ vorzubeugen, nannte er sich bei Wiederaufnahme seines Filmschaffens nach dem Zweiten Weltkrieg Paul May.
Erst der Nachkriegsfilm brachte ihm Erfolg als Regisseur. Er arbeitete bis Ende der 1960er-Jahre, bevor er sich zurückzog. Mays größte Regie-Erfolge waren ohne Zweifel die Filme 08/15, Und ewig singen die Wälder, Via Mala und Scotland Yard jagt Dr. Mabuse sowie die Straßenfeger der 1960er Jahre im deutschen Fernsehen Die Schlüssel und Melissa von Francis Durbridge.
Ab 1964 arbeitete May fast ausschließlich fürs Fernsehen. In erster Ehe war der Regisseur mit der Schauspielerin Hertha von Walther verheiratet, in zweiter Ehe mit der Schauspielerin Annelies Reinhold, und in dritter Ehe mit der Drehbuchautorin Ille Gotthelft.

## Grabstätte
Die Grabstätte von Paul May befindet sich auf dem Münchner Waldfriedhof (Grabnr. 1-W-5).

## Auszeichnungen
- 1955: Bambi für 08/15
- 1960: Bambi für Und ewig singen die Wälder
- 1962: Bambi für Via Mala

## Filmografie (Auswahl)

### Schnitt
- 1930: Tingel-Tangel
- 1931: Der Tanzhusar
- 1931: Die spanische Fliege
- 1931: Kadetten
- 1931: Die Mutter der Kompagnie
- 1931: Der Storch streikt. Siegfried der Matrose
- 1931: Panik in Chicago
- 1932: Wenn dem Esel zu wohl ist
- 1932: Fürst Seppl
- 1932: Die verkaufte Braut
- 1932: Der Schützenkönig
- 1932: Der Orlow
- 1932: Geheimnis des blauen Zimmers
- 1933: Gipfelstürmer
- 1933: Wenn am Sonntagabend die Dorfmusik spielt (auch Regieassistenz)
- 1933: Die Nacht im Forsthaus
- 1934: The Legend of William Tell
- 1934: Die vier Musketiere
- 1934: Ferien vom Ich (auch Regieassistenz)
- 1934: Schloß Hubertus (auch Regieassistenz)
- 1935: Wunder des Fliegens
- 1935: Die Heilige und ihr Narr (auch Regieassistenz)
- 1935: Anschlag auf Schweda (auch Regieassistenz)
- 1936: Der Jäger von Fall (auch Regieassistenz)
- 1936: Standschütze Bruggler (auch Regieassistenz)
- 1937: Das schöne Fräulein Schragg (auch Regieassistenz)
- 1937: Sein bester Freund
- 1937: Gewitter im Mai (auch Regieassistenz)
- 1937: Zweimal zwei im Himmelbett (auch Regieassistenz)
- 1938: Dreiklang
- 1938: Frau Sixta (auch Dialog-Regie)
- 1939: Die kluge Schwiegermutter

### Regie
- 1937: Das Schweigen im Walde (zusammen mit Hans Deppe)
- 1939: Der Edelweißkönig (auch Schnitt)
- 1939: Waldrausch[2]
- 1940: Beates Flitterwoche
- 1940: Links der Isar – rechts der Spree
- 1942: Violanta (auch Co-Drehbuch)
- 1943: Die unheimliche Wandlung des Alex Roscher
- 1949: Duell mit dem Tod (auch Drehbuch)
- 1950: König für eine Nacht (auch Produktion)
- 1952: Zwei Menschen
- 1953: Junges Herz voll Liebe
- 1954: 08/15
- 1954: Phantom des großen Zeltes
- 1955: Oberarzt Dr. Solm
- 1955: 08/15 Zweiter Teil
- 1955: 08/15 in der Heimat
- 1956: Weil du arm bist, mußt du früher sterben
- 1957: Weißer Holunder
- 1957: Flucht in die Tropennacht
- 1957: Der Fuchs von Paris
- 1958: Die Landärztin
- 1959: Heiße Ware
- 1959: Und ewig singen die Wälder
- 1959: Heimat – Deine Lieder
- 1960: Der Schleier fiel…
- 1960: Soldatensender Calais
- 1961: Via Mala (auch Co-Drehbuch)
- 1961: Freddy und der Millionär
- 1962: Waldrausch
- 1962: Barras heute
- 1963: Scotland Yard jagt Dr. Mabuse
- 1964: Die Truhe (Fernsehfilm)
- 1965: Die Schlüssel (Dreiteiler nach Francis Durbridge)
- 1965: Acht Stunden Zeit (Fernsehfilm)
- 1966: Melissa  (Durbridge-Dreiteiler)
- 1967: Mittsommernacht
- 1967/68: Sherlock Holmes (Fernsehserie, 6 Folgen)
- 1969: Königlich Bayerisches Amtsgericht (Fernsehserie)
- 1969: Nennen Sie mich Alex (Fernsehfilm)
- 1970: Theatergarderobe (Fernsehserie)
- 1971/72: Fünf Tage hat die Woche (Fernsehserie)